# National Geographic Society
National Geographic Society – towarzystwo geograficzne założone 27 stycznia 1888 roku w Stanach Zjednoczonych, jedna z największych światowych organizacji naukowo-edukacyjnych typu non-profit.

## Historia i cele

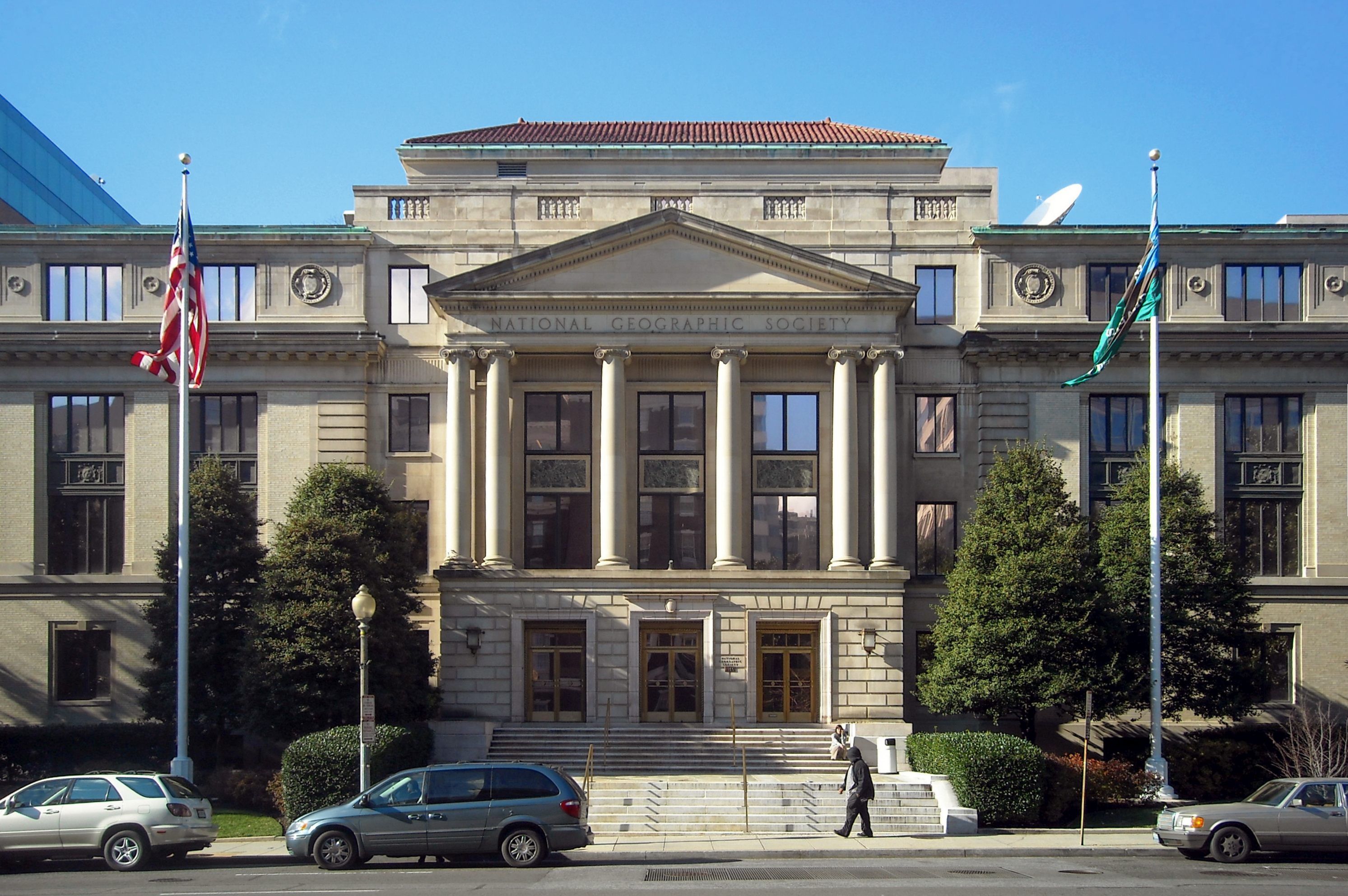
Siedziba National Geographic Society w Waszyngtonie

Towarzystwo zostało założone przez 33 członków zainteresowanych „zorganizowaniem towarzystwa dla poszerzania i upowszechniania wiedzy geograficznej”. Dyskusja nad formą towarzystwa rozpoczęła się dwa tygodnie wcześniej, 13 stycznia. Pierwszym prezesem został Gardiner Greene Hubbard, natomiast wkrótce potem zastąpił go w tej roli jego zięć, Alexander Graham Bell.
Celem jest zaprezentowanie szerokiej publiczności ogólnej wiedzy o geografii i świecie. W tym celu towarzystwo sponsoruje badania i publikuje miesięcznik „National Geographic”, który pojawił się na rynku pod koniec 1888 roku. Czasopismo jest wydawane w wielu wersjach językowych, także po polsku.
Zakres wiedzy, jaką towarzystwo upowszechnia i badań, jakie finansuje obejmuje, oprócz geografii i innych nauk przyrodniczych, również ochronę środowiska i historię, w tym historię cywilizacji.

## National Geographic
„The National Geographic Magazine”, potem tytuł skrócony został do „National Geographic”, jest jednym z najbardziej znanych na świecie czasopism amerykańskich. Ukazuje się 12 razy w roku, niekiedy pojawiają się także numery specjalne. Jego charakterystyczną cechą jest żółta ramka i twardy, „książkowy” grzbiet.

## Inne publikacje
W latach 1919–1975 był publikowany tygodnik „National Geographic School Bulletin”, czasopismo podobne do „National Geographic”, ale skierowane do młodzieży szkolnej – zostało ono zastąpione przez „National Geographic World”. W 1984 roku, towarzystwo utworzyło „National Geographic Traveler” (od 2005 roku ukazujące się po polsku), w 1999 roku „National Geographic Adventure”, a w 2001 roku – „National Geographic Kids” (od 2008 ukazujące się po polsku).
Wydawane też są mapy, atlasy geograficzne oraz liczne albumy i książki, w tym seria poświęcona technikom fotograficznym.

## Telewizja
National Geographic Society wykorzystuje także telewizję jako wygodne medium docierania do domów milionów użytkowników na całym świecie. Początkowo były to serie dokumentalne (nadawane m.in. w TVP2), ale w latach 90. pojawił się także kanał National Geographic Channel, który jest rozpowszechniany w sieciach telewizji kablowej i w telewizji satelitarnej, także w Polsce.

## Wsparcie dla projektów badawczych

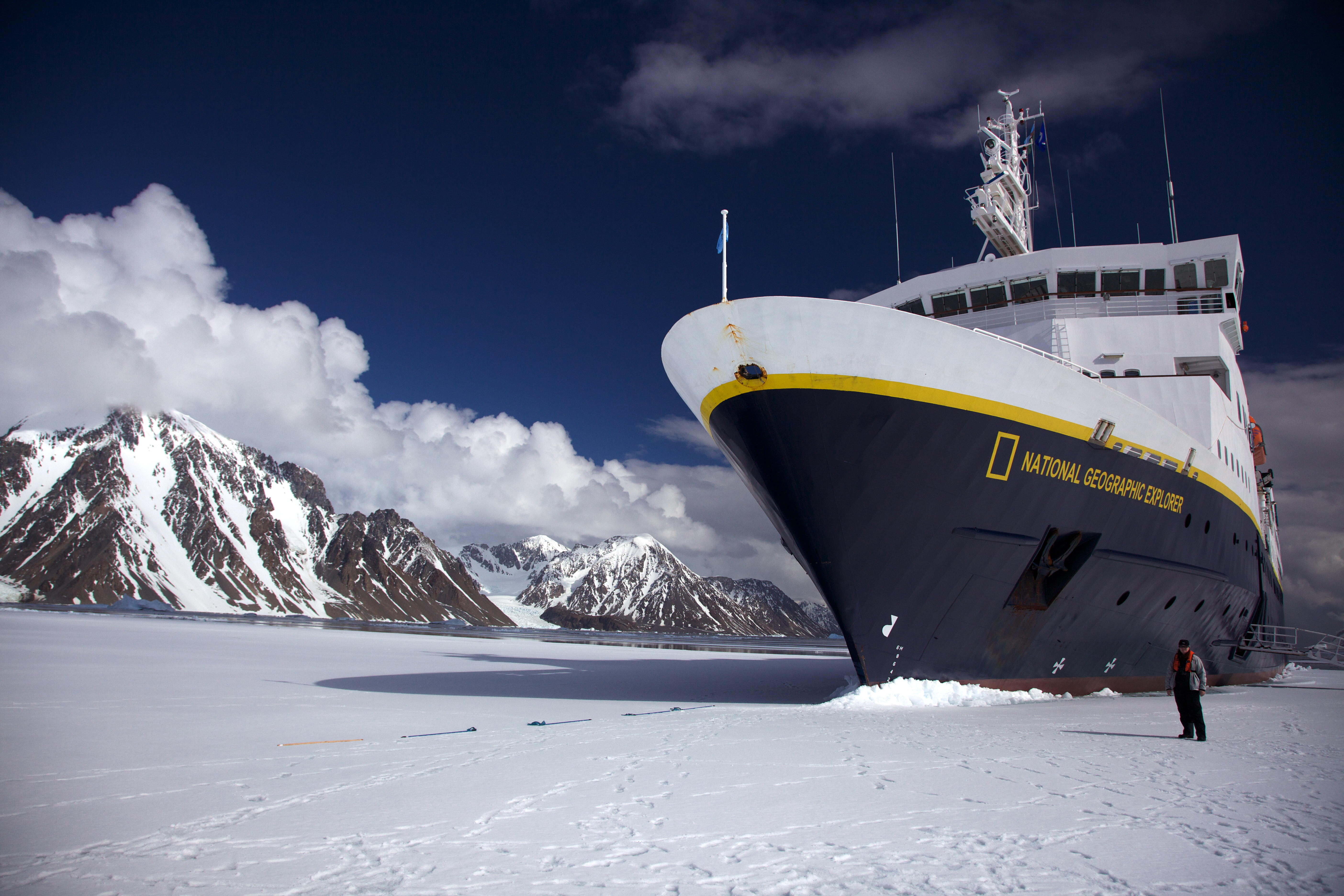
National Geographic Explorer odwiedza Antarktydę

Towarzystwo sponsorowało w całości lub częściowo wiele wypraw i projektów badawczych, m.in.:
- Robert Peary i Matthew Henson – wyprawa na Biegun Północny
- Hiram Bingham – wykopaliska w Machu Picchu
- Richard E. Byrd – lot nad Biegunem Południowym
- Jacques-Yves Cousteau – badania podmorskie
- Louis i Mary Leakey – odkrycie człekopodobnego Zinantropusa sprzed 1,75 mln lat
- Jane Goodall – szympansy
- Dian Fossey – goryle górskie
- George Bass – podmorska archeologia
- Robert Ballard – odkrycie wraku Titanica
- Paul Sereno – dinozaury
- Lee Berger – najstarsze ślady ludzkich stóp
- ? odkrycie kopalnych, upierzonych dinozaurów w Chinach
- Ian Baker – odkrycie ukrytego wodospadu Tsangpo Gorge w Tybecie
- Gustavus McLeod – pierwszy lot na Biegun Północny w samolocie z otwartym kokpitem
- Jerzy Dzik i współpracownicy – wykopaliska w Lisowicach

Towarzystwo sponsoruje też projekty o charakterze społecznym, m.in. mającą siedzibę w Kabulu organizację wspierającą niezależne afgańskie media.

## Odznaczenia
- Krzyż Wielkiego Oficera Orderu Quetzala (2013, Gwatemala)[1]